# Lambari (kommun)
Lambari är en kommun i Brasilien.   Den ligger i delstaten Minas Gerais, i den sydöstra delen av landet, 700 km söder om huvudstaden Brasília. Antalet invånare är 19 569. Arean är 213 139 kvadratkilometer.
Terrängen i Lambari är kuperad åt nordväst, men åt sydost är den bergig.
Följande samhällen finns i Lambari:
- Lambari

Omgivningarna runt Lambari är huvudsakligen savann. Runt Lambari är det ganska tätbefolkat, med 52 invånare per kvadratkilometer.